# Praderia

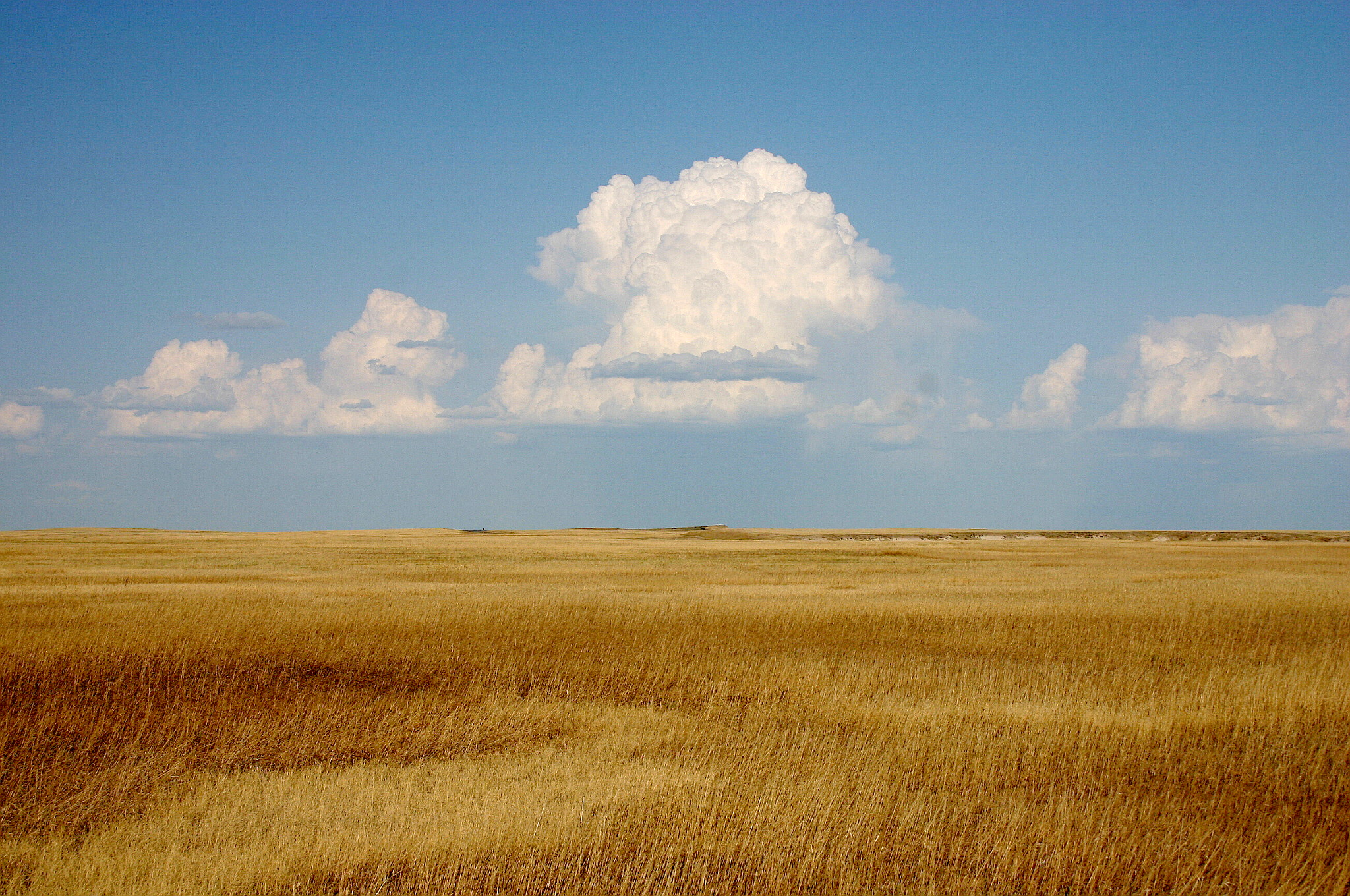
Vista d'una praderia de Dakota del Sud a l'estiu, amb l'herba seca

Una praderia és un ecosistema dins del bioma denominat praderies, sabanes i matollars temperats, es tracta de grans extensions de terreny coberts de prats o de comunitats herbàcies. La vegetació dominant està formada principalment per gramínies, plantes herbàcies i arbusts, amb una formació vegetal alta (1-2 metres), densa i sense arbres, pròpia de les grans planes de l'Amèrica del Nord. És l'equivalent de l'estepa de l'Europa oriental.
El terme praderia abasta l'àrea coneguda com les terres baixes interiors del Canadà, els Estats Units i Mèxic, que inclou totes les Grans Planes, així com la terra més humida i muntanyosa a l'est. Als Estats Units, l'àrea està constituïda per la majoria o la totalitat dels estats de Dakota del Nord, Dakota del Sud, Nebraska, Kansas i Oklahoma, i parts importants dels estats de Montana, Wyoming, Colorado, Nou Mèxic, Texas, Missouri, Iowa, Illinois, Indiana, Wisconsin i el sud de Minnesota. La Palouse de Washington i la Vall Central de Califòrnia també són praderies. Les praderies canadenques ocupen vastes àrees de Manitoba, Saskatchewan i Alberta. Les praderies tenen una gran diversitat de flora i fauna, sovint el sòl és ric per la biodiversitat i un clima temperat.

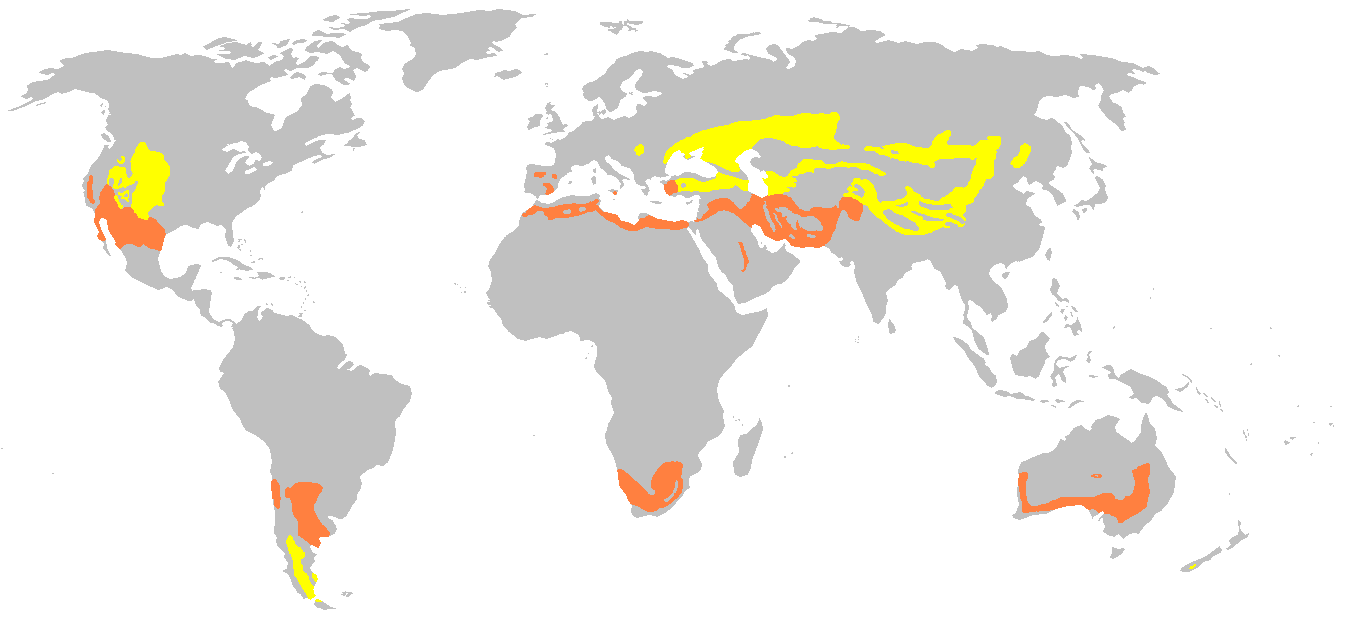
En taronja les estepes subtropicals temperades. En groc les estepes fredes. Mapa de les estepes en el món segons C. Troll & K.-H. Paffen.

Les praderies de les Grans Planes de l'Amèrica del Nord, la pampa de l'Argentina, Brasil i l'Uruguai o les estepes de l'Europa Oriental, d'Ucraïna, Rússia i Kazakhstan, són semblants. Però es diferencien per la quantitat de precipitació que reben, les temperatures mínimes, la durada de l’estació freda i en la peculiaritat de les espècies animals i vegetals que s’hi troben.
Per tant, a l'Amèrica del Nord els paisatges semblants a les estepes eurasiàtiques s’anomenen praderies. L’àrea que ocupen és menor (uns 270 milions d’hectàrees) i, en general, són més humides (de 400 a 1.000 mm de precipitacions anuals). Com es pot apreciar al mapa no formen una banda allargassada, com a Euràsia, sinó que s’estenen pel centre de l’Amèrica del Nord. Al nord confina amb el bioma dels boscos boreals i al sud amb el golf de Mèxic i els semideserts del sud-oest dels Estats Units i el nord de Mèxic.

## Ecologia

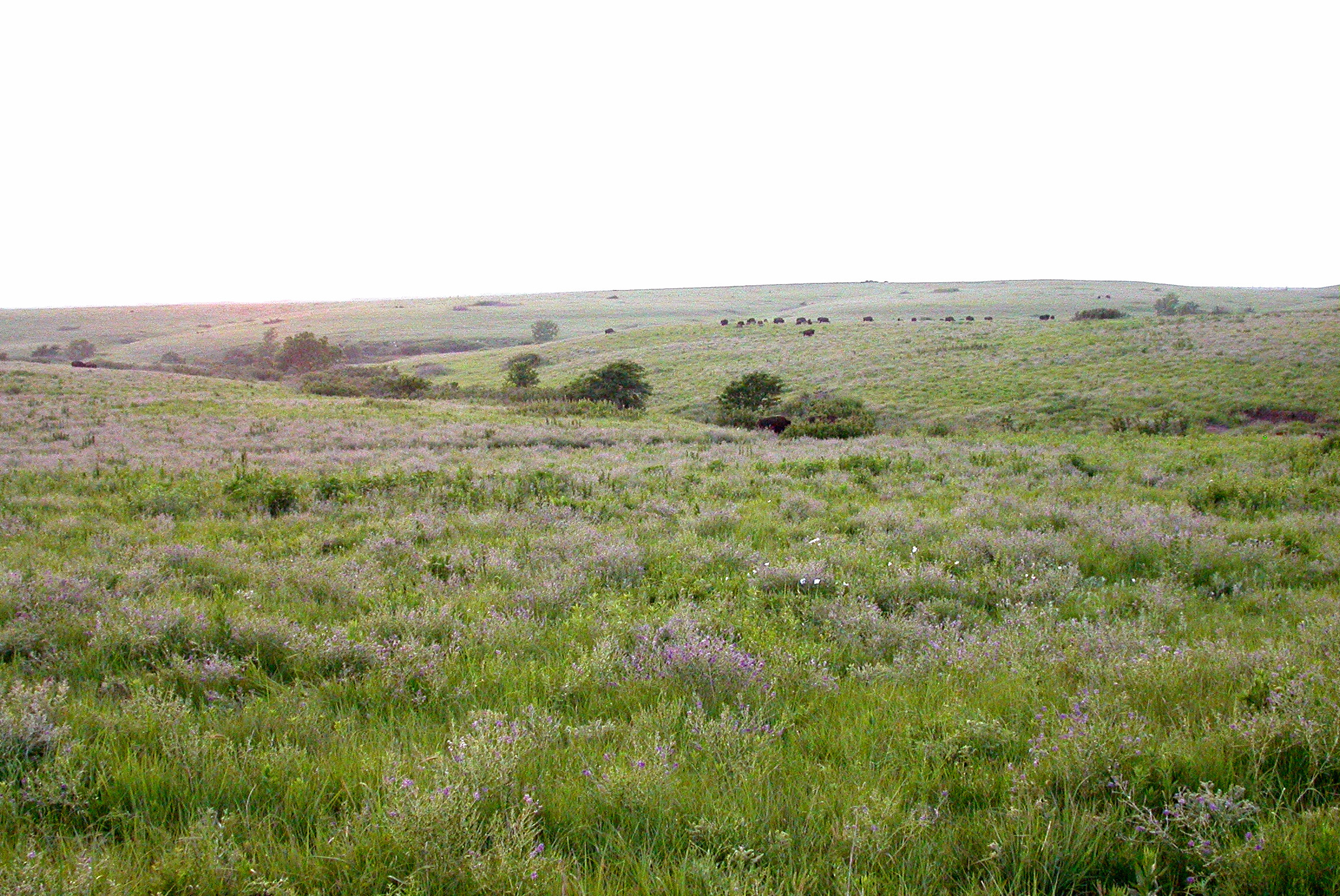
Praderia a Kansas.

Els ecosistemes de les praderies als Estats Units i el Canadà es divideixen en funció de la pluja en praderia d'herba alta la més oriental, la praderia d'herba curta a la part més occidental i la praderia central d'herba mixta, tot i que també hi poden influir les característiques del sòl. Les praderies humides es formen en zones baixes amb drenatge deficient; les praderies seques es troben en terres altes o pendents i la praderia seca domina a la regió agrícola i climàtica del sud del Canadà que es coneix com el Triangle de Palliser.
La vida vegetal dominant en les praderies consisteix en herbes, que poden incloure entre 40 i 60 espècies diferents d'herba. A més de les herbes, les praderies poden incloure més de 300 espècies de plantes amb flors.
Algunes de les herbes dominants de les praderies són l'sorghastrum nutans, l'andropogon gerardi, la bouteloua curtipendula, l'elymus canadensis, i el panicum virgatum. Les praderies es consideren ecosistemes dependents del foc. La crema regular controlada pels nadius americans van mantenir la biodiversitat de la praderia, netejant la vegetació morta. De fet, el foc, tan natural, degut als llamp se les tempestes, com el provocat pels humans ha estat un factor important per a la formació i conservació de les praderies, el foc hauria ajudat a prevenir l'aparició d'arbres i hauria afavorit la vegetació que pot sobreviure als incendis. Però, possiblement, el factor més determinant per a l'absència d'arbres hauria estat la feble pluviometria, els vents càlids i els estius llargs i secs que caracteritzen el clima de les praderies.
Les praderies també depenen de la presència d'animals de pasturatge grans, particularment el bisó perquè donen forma al medi natural pasturant, trepitjant amb les seves peülles i dipositant fems que són una font vital de nutrients pel sòl de les praderies, una forma d'escampar llavors i de 1.000 espècies d'insectes, incloent-hi escarabats de femta especialitzats que no poden subsistir en la femta de cap altre animal.
Les parts subterrànies de les plantes presents a les praderies són molt poc afectades per les glaçades, el fred intens de l'hivern, les calamarsades, els tornados o els focs que s'hi produeixen. Només el pasturatge intensiu i continuat o l'acció de l'arada poden destruir-la.
De fet, malgrat les llargues sequeres recurrents i les pluges torrencials ocasionals, les praderies de les Grans Planes no estaven sotmeses a una gran erosió del sòl. Les arrels de les plantes natives de les praderies estan fermades al sòl per evitar l'escorrentia. Aquestes arrels profundes també ajuden a les plantes a arribar a l'aigua fins i tot en les condicions més seques. A més, les herbes natives pateixen molt menys danys per la sequera que molts cultius agrícoles actuals.
Històricament, quan les terres verges de les Grans Planes van ser llaurades de manera extensiva sense rotació de conreus, guarets, conreu de cobertora o altres tècniques per evitar els processos d'erosió del vent i combinat amb una forta sequera van donar lloc al Dust Bowl (Conca de pols), un important desastre ecològic on fortes tempestes de pols van danyar molt l'ecologia i l'agricultura de les praderies estatunidenques i canadenques durant la dècada del 1930.